# Hirogeni
Gli Hirogeni (in inglese Hirogens) sono una specie aliena immaginaria dell'universo fantascientifico di Star Trek. Compaiono nelle serie televisive live action Star Trek: Voyager e Star Trek: Picard, oltre che in romanzi e videogiochi del franchise.
Gli Hirogeni sono un popolo dedito esclusivamente alla caccia e considerano tutte le altre forme di vita come loro prede.

## Biologia hirogena
Gli Hirogeni sono una specie umanoide che respira naturalmente nell'atmosfera di un pianeta di Classe M, ma sono estremamente resistenti e possono trascorrere brevi periodi di tempo non ben determinati in ambienti estremamente ostili.
Il loro aspetto li rende simili ai Sauri a sangue freddo piuttosto che ai mammiferi. La loro pelle è squamata e il loro naso è visibilmente sviluppato come il loro fiuto. Nonostante il loro aspetto non bisogna pensare che siano poco evoluti rispetto agli umani o ad altre specie umanoidi: la loro civiltà è antichissima e la loro fisiologia si è adattata perfettamente alla loro filosofia di vita.
Apparentemente non hanno capelli o peli sul corpo.

## Società hirogena
La loro società si basa sulla caccia; proprio a causa di questa filosofia di vita la loro esistenza affronta un periodo di forte crisi già nel XXIV secolo terrestre a causa della carenza di prede da cacciare. Nello stesso periodo il pianeta madre degli Hirogeni non esiste già più. Il popolo degli Hirogeni vive sparso in buona parte del Quadrante Delta in navi spaziali che viaggiano, sole o in piccoli gruppi, con il solo scopo di trovare nuove prede da cacciare.
La loro gerarchia si basa sull'esperienza nella caccia e proprio in questo tipo di attività vengono contrassegnati i caschi dei vari cacciatori con segni di colore diverso a seconda del ruolo e del grado.
Ogni gruppo di cacciatori è guidato da un "Cacciatore Alfa" che ne è il capo. Oltre ai segni colorati, il simbolo gerarchico per eccellenza è il possesso di "trofei di caccia", che consistono in componenti tecnologici appartenuti alla preda o a parti del corpo della preda stessa. I trofei organici che rischiano la decomposizione vengono conservati in appositi contenitori. La loro dotazione comprende una speciale armatura/uniforme di colore scuro e metallico, capace di resistere anche ad ambienti estremamente ostili come l'atmosfera dei pianeti di Classe Y. La loro uniforme è dotata di un sistema di respirazione artificiale.
Gli usi e costumi degli Hirogeni ricordano vagamente quelli dei Klingon anche se la fisionomia delle due razze è notevolmente diversa.

## Tecnologia hirogena
La loro tecnologia è molto avanzata ed è sviluppata per far fronte alle loro necessità di cacciatori. Essi sono in grado di attaccare le navi della Flotta Stellare con estrema efficienza.
Possiedono inoltre la capacità di costruire congegni in grado di controllare la mente di altre specie per sopprimerne i ricordi o generarne di falsi.
Nonostante le loro grandi capacità scientifiche, gli Hirogeni all'alba del XXIV secolo terrestre non sono quasi più in grado di sviluppare nuove tecnologie, perché tutta la loro struttura sociale è sparsa per lo spazio e mancano di scienziati poiché tendono tutti a dedicarsi quasi unicamente alla caccia. Nel periodo del primo contatto con la USS Voyager NCC-74656 gli Hirogeni lasciano intendere che sono circa 1.000 anni terrestri che si dedicano unicamente alla caccia. Le navi hirogene possono viaggiare ad altissime velocità e possiedono reti di sensori molto efficienti, ma hanno una zona cieca a poppa della nave che si estende per diverse decine di kilometri.
Nel XXIV secolo, circa 100.000 anni prima del loro primo contatto con la nave della Federazione USS Voyager, gli Hirogeni avevano costruito una fitta rete di comunicazione che si estende fino al Quadrante Alfa. La rete di comunicazione, se opportunamente attivata, è ancora funzionante nel periodo del primo contatto.
Un'importante rivoluzione della tecnologia e della società per gli Hirogeni è stata l'acquisizione della tecnologia olografica utilizzata per poter esercitare la caccia in modo meno dispendioso, potendosi così dedicare anche ad altre attività. La tecnologia olografica in possesso degli Hirogeni proviene dalla USS Voyager ed è stata volontariamente ceduta a essi dal Capitano Kathryn Janeway.

## Filmografia

### Televisione
- Star Trek: Voyager - serie TV, 9 episodi (1998-2000)
- Star Trek: Picard - serie TV, episodio 1x07 (2020)

## Videogiochi
- Star Trek Online (2010)